# Celebration (Florida)
Celebration és una concentració de població designada pel cens dels Estats Units a l'estat de Florida. Segons el cens del 2000 tenia 2.736 habitants.

## Demografia
Segons el cens del 2000, Celebration tenia 2.736 habitants, 952 habitatges, i 716 famílies. La densitat de població era de 99 habitants per km².
Dels 952 habitatges en un 45,1% hi vivien nens de menys de 18 anys, en un 66,5% hi vivien parelles casades, en un 6,3% dones solteres, i en un 24,7% no eren unitats familiars. En el 20,2% dels habitatges hi vivien persones soles el 3,6% de les quals corresponia a persones de 65 anys o més que vivien soles. El nombre mitjà de persones vivint en cada habitatge era de 2,82 i el nombre mitjà de persones que vivien en cada família era de 3,3.
Per edats la població es repartia de la següent manera: un 30,8% tenia menys de 18 anys, un 5,1% entre 18 i 24, un 30,8% entre 25 i 44, un 26,4% de 45 a 60 i un 6,9% 65 anys o més.
L'edat mediana era de 37 anys. Per cada 100 dones de 18 o més anys hi havia 93,5 homes.
La renda mediana per habitatge era de 74.231 $ i la renda mediana per família de 92.334 $. Els homes tenien una renda mediana de 51.250 $ mentre que les dones 46.650 $. La renda per capita de la població era de 39.521 $. Entorn del 4,3% de les famílies i el 6,2% de la població estaven per davall del llindar de pobresa.

## Poblacions més properes
El següent diagrama mostra les poblacions més properes.